# Đại học California tại Riverside
Viện Đại học California tại Riverside (UCR hoặc UC Riverside) là một trường đại học nghiên cứu công lập ở thị xã Riverside, tiểu bang California, Hoa Kỳ. Đây là một trong 10 trường Đại học độc lập thuộc hệ thống Viện Đại học California. UCR sở hữu một khuôn viên chính rộng 1.900 mẫu Anh (769 ha) ở ngoại ô Riverside và một chi nhánh rộng 20 mẫu Anh (8 ha) ở Palm Desert. Tiền thân của trường được thành lập vào năm 1907 với tên gọi là Trạm Thí nghiệm Trái cây thuộc Đại học California với vai trò tiên phong trong nghiên cứu kiểm soát côn trùng gây hại bằng thiên dịch và các chất điều hòa sinh trưởng.
UCR bắt đầu giảng dạy và cấp bằng vào năm 1961 với việc mở của Trường Đại học Văn thư và Khoa học UCR vào năm 1954. Vào năm 2015, UCR có 21.000 sinh viên theo học vào năm 2015. Hơn 730 triệu đôla đã được đầu tư vào các dự án xây dựng mới tại trường kể từ năm 1999.
UCR được xếp vào nhóm các trường Đại học với hoạt động nghiên cứu rất cao. Bảng xếp hạng các trường Đại học tốt nhất Hoa Kỳ của US News & World Report vào năm 2019 xếp UCR thứ 85 trên toàn quốc và 35 trong số các trường công lập.
Năm 2005, UCR trở thành cơ sở đại học công lập đầu tiên trên Hoa Kỳ cung cấp lựa chọn nhà ở không phân biệt giới tính.

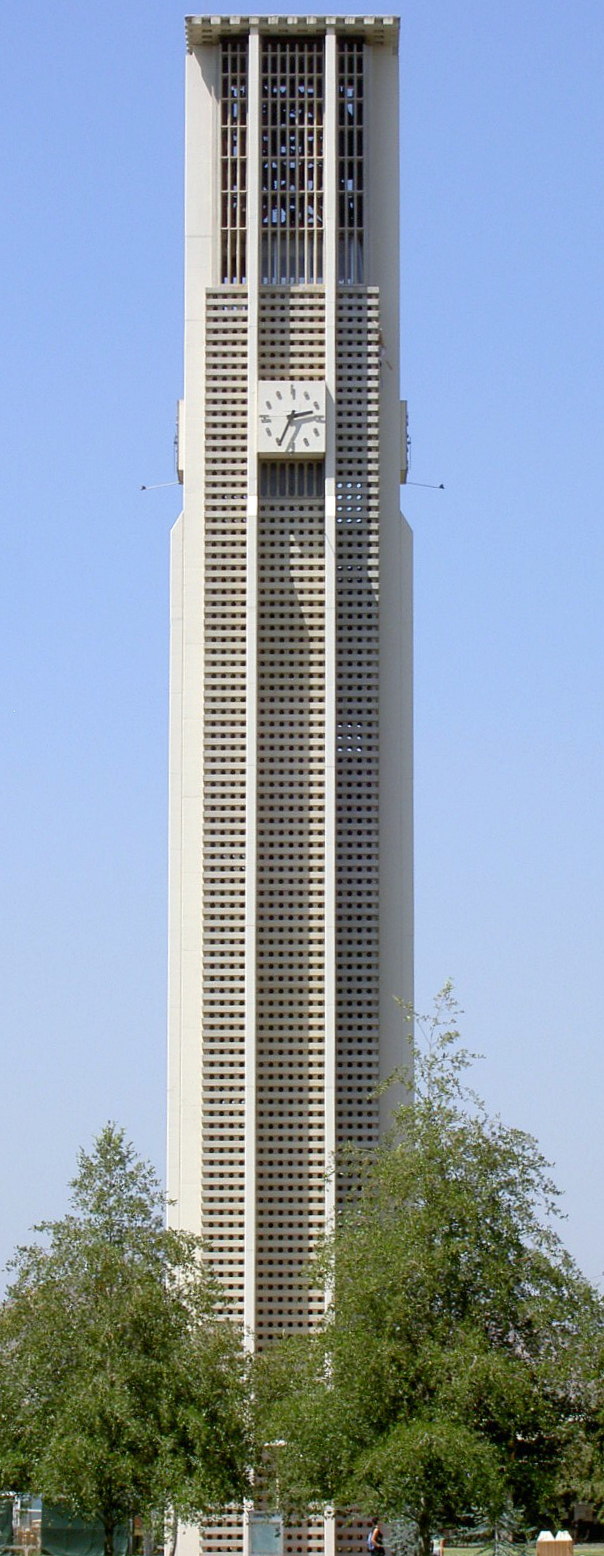
Tháp Chuông Carillon là địa điểm nổi bật của khuôn viên trường.